# Spodnje Gorje
Spodnje Gorje – wieś w Słowenii, w gminie Gorje. W 2018 roku liczyła 951 mieszkańców.